# Jacob Achilles Mähly
Jacob Achilles Mähly, född den 24 december 1828 i Basel, död där den 18 juni 1902, var en schweizisk författare.
Mähly, som 1863 blev professor i klassisk filologi vid Basels universitet, skrev på baseldialekt diktsamlingen Rhigmurmel (1856; 2:a upplagan 1862) och på högtyska flera lyriska samlingar, episka dikter (bland annat Das Erdbeben zu Basel, 1856), ett par dramer och åtskilliga vetenskapliga arbeten (Wesen und Geschichte des Lustspiels, 1862, Geschichte des Lustspiels, 1862, Geschichte der antiken Litteratur, 1880, med flera).

## Fotnoter
1. 1 2  Historische Lexikon der Schweiz, 1998, HDS-ID: 028239, läst: 9 oktober 2017.[källa från Wikidata]
2. ↑  Gemeinsame Normdatei, läst: 11 december 2014.[källa från Wikidata]
3. ↑  Gemeinsame Normdatei, läst: 31 december 2014.[källa från Wikidata]
4. ↑  Charles Dudley Warner (red.), Library of the World's Best Literature, 1897, läs online.[källa från Wikidata]
5. ↑  Tjeckiska nationalbibliotekets databas, NKC-ID: vse20241221993, läst: 17 november 2024.[källa från Wikidata]